# Limentinus
Limentinus – bóstwo rzymskie, towarzyszące Janusowi, opiekujące się progami budynków.